# Německá Východoasijská eskadra

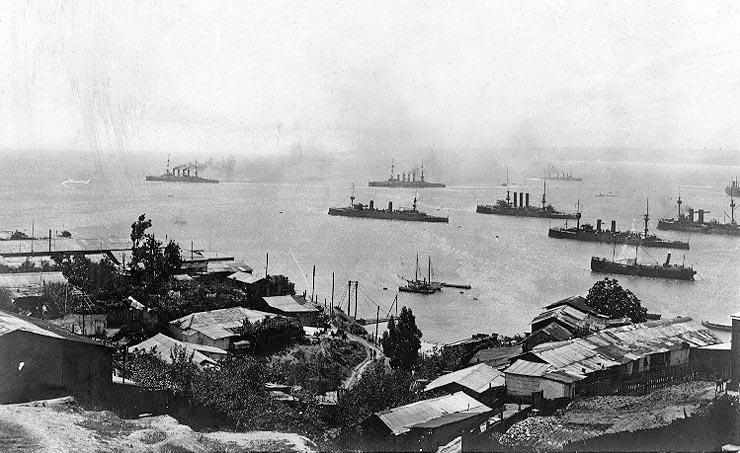
Východoasijská eskadra vyplouvá 3. listopadu 1914 z přístavu Valparaiso

Německá Východoasijská eskadra (německy: Ostasiengeschwader) byla křižníková eskadra německého námořnictva, která operovala převážně v Pacifiku mezi roky 1870 a 1914.
Zpočátku neměla eskadra základnu. To se změnilo po zisku čínského Ťiao-čou 14. listopadu 1897, v té době eskadře velel kontradmirál Otto von Diederichs. Německá námořní základna byla vybudována z rybářské vesnice Čching-tao.
Na počátku první světové války, v době, kdy hlavní síly eskadry byly mimo přístav, oblehly tuto německou kolonii japonské a britské jednotky. V bitvě o Čching-tao obránci pevnosti podlehli. Čtyři německé dělové čluny byly potopeny vlastními posádkami, aby nepadly do rukou spojenců.
Zbytek lodí, kterým velel viceadmirál Maximilian von Spee, se nemohl měřit s japonskými a australskými loďmi a musel se proto vypravit na strastiplnou cestu do německých přístavů, kam nakonec žádná z lodí nedoplula. Eskadra byla složena z pancéřových křižníků Scharnhorst a Gneisenau a lehkých křižníků Nürnberg, Leipzig a Dresden. Během cesty zvítězila v listopadu v bitvě u Coronelu a byla poražena v prosinci v bitvě u Falklandských ostrovů, kde byly potopeny téměř všechny lodě eskadry.
Původně k eskadře patřil ještě lehký křižník Emden, kterému velel kapitán Karl von Müller a který vyplul do Indického oceánu přepadat spojenecké obchodní lodě. V říjnu svedl vítěznou bitvu u Penangu a v listopadu byl potopen v bitvě u Kokosových ostrovů.
Poslední lodí eskadry (jedinou, která unikla z bitvy u Falklandských ostrovů) byl lehký křižník Dresden. Unikal až do 14. března 1915, kdy byl u ostrovů Juana Fernandéze dostižen britskou flotilou a potopen vlastní posádkou.